# 20600 Деніелце
20600 Деніелце (20600 Danieltse) — астероїд головного поясу, відкритий 8 вересня 1999 року.
Тіссеранів параметр щодо Юпітера — 3,346.